# Коц Аркадій Якович
Аркадій Коц (псевдоніми — А. Данін, А. Бронін, А. Шатов; 3 (15) жовтня 1872, Одеса — 13 травня 1943, Свердловськ) — радянський поет і перекладач.

## Біографія
Аркадій Коц народився у бідній єврейській родині портового вантажника. 
У 1893 році закінчив Горлівське гірниче училище ім. С. С. Полякова (нині Горлівський технікум ДонНТУ), у якому навчався за кошти старшого брата. Працював у шахтах Донецького та Підмосковного (Тульська губернія) вугільних басейнів. 
Через запровадження смуги осілості змушений був залишити Тульську губернію і виїхати за кордон. У 1897—1902 роках жив у Парижі, де закінчив гірничий інститут і зблизився з російською революційною еміграцією.
З 13 років почав писати вірші. У 1902 році в журналі «Життя» (Лондон) опубліковані два вірші: «Пісня пролетаріїв» («Ми марсельєзи гімн старовинний…») і канонічний переклад російською трьох строф «Інтернаціоналу» Е. Потьє. У 1931 році Коц переклав інші строфи, а у 1937 році — повний текст «Інтернаціоналу» Е. Потьє, який з 1918 по 1943 рік був гімном СРСР, а з 1944 року — офіційним гімном Всесоюзної Комуністичної партії (більшовиків), згодом КПРС (зараз КПРФ). До його перекладів також належать памфлет «Поклоніння золоту» П. Лафарга, п'єса «Дурні пастирі» О. Мірбо.
У 1903 році вступив до РСДРП. Займався пропагандистською та агітаційною роботою в Маріуполі та Одесі. 
У 1907 році видавництвом «Наш голос» була видана збірка віршів Коца «Пісні пролетарів» під підписом «Д-н».
Після 1917 року публікувався в газеті «Борьба» (Дніпропетровськ) і «Пролетарій» (Харків), перекладав твори французьких поетів-комуністів, зокрема Е. Потьє (у збірці «Избранные произведения», 1938 рік).
У 1941 році був евакуйований на Урал, до Молотовської області; навесні 1942 року переїхав до Свердловська, де й помер від раку горла. Похований там же, на Михайлівському кладовищі.
На його вірші «Майская песнь» і «9 января» написана музика для хору Д. Шостаковичем. На будівлі Горлівського індустріального технікуму та на будинку в Єкатеринбурзі, де мешкав Коц, встановлено меморіальну дошку.

## Пам'ять
- 4 листопада 2008 року відновлено надгробний пам'ятник на могилі та меморіальна дошка на будинку, де поет прожив останній рік життя.
- З 1973 року (до 100-річчя поета) встановлена меморіальна дошка на фасаді Горлівського технікуму ДонНТУ (колишнє штейгерське училище).
- У 2010 році на честь Аркадія Коца названа музична група, що виконує пісні на вірші революційних і лівих авторів.